# Canberra Women's Classic 2004
Il Canberra Women's Classic 2004 è stato un torneo di tennis giocato sul cemento. È stata la 4ª edizione del torneo di Canberra, che fa parte della categoria Tier V nell'ambito del WTA Tour 2004. Si è giocato al National Sports Club di Canberra in Australia, dall'11 al 17 gennaio 2004.

## Campionesse

### Singolare
Paola Suárez ha battuto in finale  Silvia Farina Elia con il punteggio di 3–6, 6–4, 7–6(5)

### Doppio
Jelena Kostanić /  Claudine Schaul hanno battuto in finale  Caroline Dhenin /  Lisa McShea con il punteggio di 6–4, 7–6(3)